# Тимофеев, Виктор Николаевич
Виктор Николаевич Тимофеев — сотрудник Министерства внутренних дел Российской Федерации, капитан полиции, погиб при исполнении служебных обязанностей, кавалер ордена Мужества (посмертно).

## Биография
Родился в 1983 году в Казахской Советской Социалистической Республике.
После распада Советского Союза вместе со своей семьёй переехал в Российскую Федерацию. Жил в городе Тюмени. В 2006 году поступил на службу в органы Министерства внутренних дел Российской Федерации. Служил милиционером-бойцом оперативного взвода оперативной роты Отряда милиции особого назначения при Главном управлении внутренних дел Тюменской области, позднее стал оперуполномоченным 3-го боевого отделения Специального отряда быстрого реагирования Управления Министерства внутренних дел Российской Федерации по Тюменской области.
Неоднократно командировался на Северный Кавказ, где принимал активное участие в ликвидации незаконных вооружённых формирований сепаратистов, задержании вооружённых преступников. По службе характеризовался исключительно положительно. Неоднократно удостаивался ведомственных наград — получил медали «За боевое содружество», «Участник боевых действий на Северном Кавказе», «Ветеран боевых действий», «За доблесть в службе», знак «Отличник милиции».
14 мая 2016 года в ходе очередной своей командировки в Северо-Кавказский регион капитан полиции Виктор Николаевич Тимофеев принимал активное участие в операции по задержанию боевиков, по данным правоохранительных органов, причастных к убийству заслуженного учителя Российской Федерации, отца бывшего мэра города Дербента Гаджиахмеда Казиахмедова. Преступники были блокированы в многоквартирном доме на улице Крепостной в Дербенте. Сдаться они отказались и оказали ожесточённое вооружённое сопротивление, убив начальника городского уголовного розыска Мусу Мусаева и тяжело ранив ещё двух офицеров полиции. В ходе штурма квартиры, длившегося почти семь часов, были ранены 17 силовиков, один из которых впоследствии скончался в больнице — им был капитан полиции Виктор Николаевич Тимофеев. В ходе операции он нёс бронированный щит, прикрывая своих товарищей, не бросив его даже будучи раненным в бедренную артерию. Тем не менее, все террористы были ликвидированы. Ответственность за действия боевиков взяла на себя запрещённая во многих странах, в том числе и в России, международная террористическая организация «Исламское государство».
Похоронен на Червишевском кладбище в городе Тюмени.
Указом Президента Российской Федерации капитан полиции Виктор Николаевич Тимофеев посмертно был удостоен ордена Мужества.

## Память
- В честь Тимофеева названа улица в городе Тюмени.
- Имя Тимофеева увековечено на Мемориале погибшим сотрудникам органов внутренних дел в Тюмени.